# Indiana Pacers 2001-2002
La stagione 2001-02 degli Indiana Pacers fu la 26ª nella NBA per la franchigia.
Gli Indiana Pacers arrivarono terzi nella Central Division della Eastern Conference con un record di 42-40. Nei play-off persero al primo turno con i New Jersey Nets (3-2).

## Roster
| N° | Naz.                   | Ruolo | Sportivo        | Anno | Alt. | Peso |
| -- | ---------------------- | ----- | --------------- | ---- | ---- | ---- |
| 2  | Stati Uniti (bandiera) | G     | Jamison Brewer  | 1980 | 193  | 83   |
| 3  | Stati Uniti (bandiera) | A     | Al Harrington   | 1980 | 206  | 104  |
| 4  | Stati Uniti (bandiera) | G     | Travis Best     | 1972 | 180  | 83   |
| 5  | Stati Uniti (bandiera) | GA    | Ron Mercer      | 1976 | 201  | 95   |
| 5  | Stati Uniti (bandiera) | GA    | Jalen Rose      | 1973 | 203  | 95   |
| 6  | Stati Uniti (bandiera) | AC    | Carlos Rogers   | 1971 | 211  | 100  |
| 7  | Stati Uniti (bandiera) | AC    | Jermaine O'Neal | 1978 | 211  | 103  |
| 10 | Stati Uniti (bandiera) | AC    | Jeff Foster     | 1977 | 211  | 107  |
| 11 | Stati Uniti (bandiera) | G     | Jamaal Tinsley  | 1978 | 191  | 88   |
| 12 | Stati Uniti (bandiera) | G     | Kevin Ollie     | 1972 | 193  | 88   |
| 15 | Stati Uniti (bandiera) | A     | Ron Artest      | 1979 | 198  | 111  |
| 21 | Stati Uniti (bandiera) | G     | Norm Richardson | 1979 | 196  | 86   |
| 24 | Stati Uniti (bandiera) | A     | Jonathan Bender | 1981 | 211  | 92   |
| 27 | Slovenia (bandiera)    | C     | Primož Brezec   | 1979 | 218  | 114  |
| 31 | Stati Uniti (bandiera) | GA    | Reggie Miller   | 1965 | 201  | 84   |
| 40 | Croazia (bandiera)     | C     | Bruno Šundov    | 1980 | 218  | 100  |
| 44 | Stati Uniti (bandiera) | A     | Austin Croshere | 1975 | 206  | 107  |
| 52 | Stati Uniti (bandiera) | C     | Brad Miller     | 1976 | 211  | 111  |

## Staff tecnico
- Allenatore: Isiah Thomas
- Vice-allenatori: Brendan Malone, Jim Stack, Tree Rollins, Vern Fleming
- Preparatore atletico: David Craig